# Dos sátiros
Dos sátiros es un óleo sobre tabla de 1618 -1619 del pintor flamenco Pedro Pablo Rubens. Mide 76 x 66 cm y se conserva en la Alte Pinakothek de Múnich.
Ante un fondo neutro oscuro aparecen dos sátiros en un encuadre cercano, el de detrás de perfil, bebe de un cuenco con naturalidad mientras el de delante, de frente, sostiene un racimo de uvas y sonríe ampliamente al espectador con la cabeza levemente inclinada, la mirada baja llena de malicia y picardía. El rubor en las mejillas y nariz indica su estado de embriaguez. La obra destaca por su virtuosismo en la anatomía y la expresión. Algunos expertos consideran que tomó como modelo el rostro de Pan de un precioso jarrón antiguo que había adquirido.
Este cuadro al igual que muchos otros del genio del barroco nos sorprende por su gran pureza, las uvas parecen muy naturales, y los rostros perversos de los dos sátiros muestran la capacidad de Rubens para retratar la anatomía humana, que perfeccionó a lo largo de su carrera artística.